# Șerbăuți
Șerbăuți est une commune du județ de Suceava en Roumanie.